# 하이메 리 키르히너
하이메 리 키르히너(Jaime Lee Kirchner, 영어발음 제이메 리 커크너, 독어발음 야이메 리 키르히너)는 미국의 배우이다. 독일 태생이지만, 미국에서 자랐다. 현재는 미국에서 활동하고 있다.